# Numeni d'Apamea
Numeni d'Apamea (grec antic: Νουμήνιος, llatí: Numenius; c. 150 - c. 200) fou un filòsof grec nascut a Apamea, Síria. Fou neopitàgoric i precursor del neoplatonisme, segurament influït per les influències orientals de l'Índia, amb qui Síria mantenia unes importants relacions comercials en aquest moment. Fou deixeble de Plotí i de la seva escola. L'esmenten Porfiri, Climent d'Alexandria i Orígenes. Va escriure nombroses obres, de les quals es conserven fragments mercès a Orígenes, Teodoret i Eusebi de Cesarea.

## Doctrina filosòfica
Fou un admirador de Moisès. Pel que fa a la filosofia grega, prengué a Pitàgores com a autoritat, i seguí a Plató, de qui deia que era el Moisès Àtic La seva principal divergència fou en la concepció dels déus. Tal distinció té les seves arrels, probablement, en les influències orientals (les excel·lents rutes comercials entre Síria i l'Índia), i en la influència dels pensadors d'Alexandria, especialment Filó i la seva concepció del lógos.

### Sobre els déus
Numeni proposa dues distincions dels déus: una primera, pel que fa a la seva substància, i una segona, pel que fa a la seva funció. Tal delimitació, més rica, i de vessant més espiritual, és allò que fa que s'emmarqui Numeni en el neoplatonisme.
En la divisió substancial, existeixen dos principis: una Intel·ligència eterna, que representa la unitat absoluta, el Bé suprem, i un Demiurg, que està relacionat tant amb la Intel·ligència eterna com amb el món, de forma semblant al lógos de Filó d'Alexandria.
En la divisió funcional, Numeni separa el demiürg, buscant superar la separació platònica entre el món sensible i el món de les Idees. Així, tenim un Principi Espiritual, que és l'Ésser primer, el Bé, la Unitat, el demiürg relacionat amb la intel·ligència, que és principi creador, fill de la Intel·ligència eterna, model de món, i un demiürg relacionat amb el món, que té una tasca de control i de preservació de l'ordre.
Procle es refereix a aquesta distinció en Comentari al Timeu, 93. Afirma que Numeni creia en una mena de trinitat de déus, que es podrien anomenar "pare", "faedor", i "controlador", a vegades identificat aquest últim amb el món. Les seves obres van ser molt valorades pels neoplatònics, i Ameli, estudiant de Plotí crític amb el gnosticisme, sembla que va fer dos llibres amb comentaris sobre ells.

### L'ànima de l'home
Numeni afirma que l'ànima de l'home està constituïda per dues tendències: una racional i una irracional. La tendència racional tendeix al principi espiritual, a la contemplació. La tendència irracional tendeix a la mundanitat, i a la concupiscència. Si en un home només preval la tendència irracional de l'ànima, aquesta queda empresonada en la matèria.